# Cécile Vogt

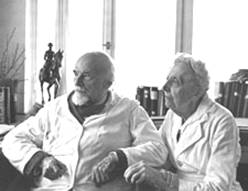
Cécile Vogt zusammen mit ihrem Ehemann Oskar Vogt

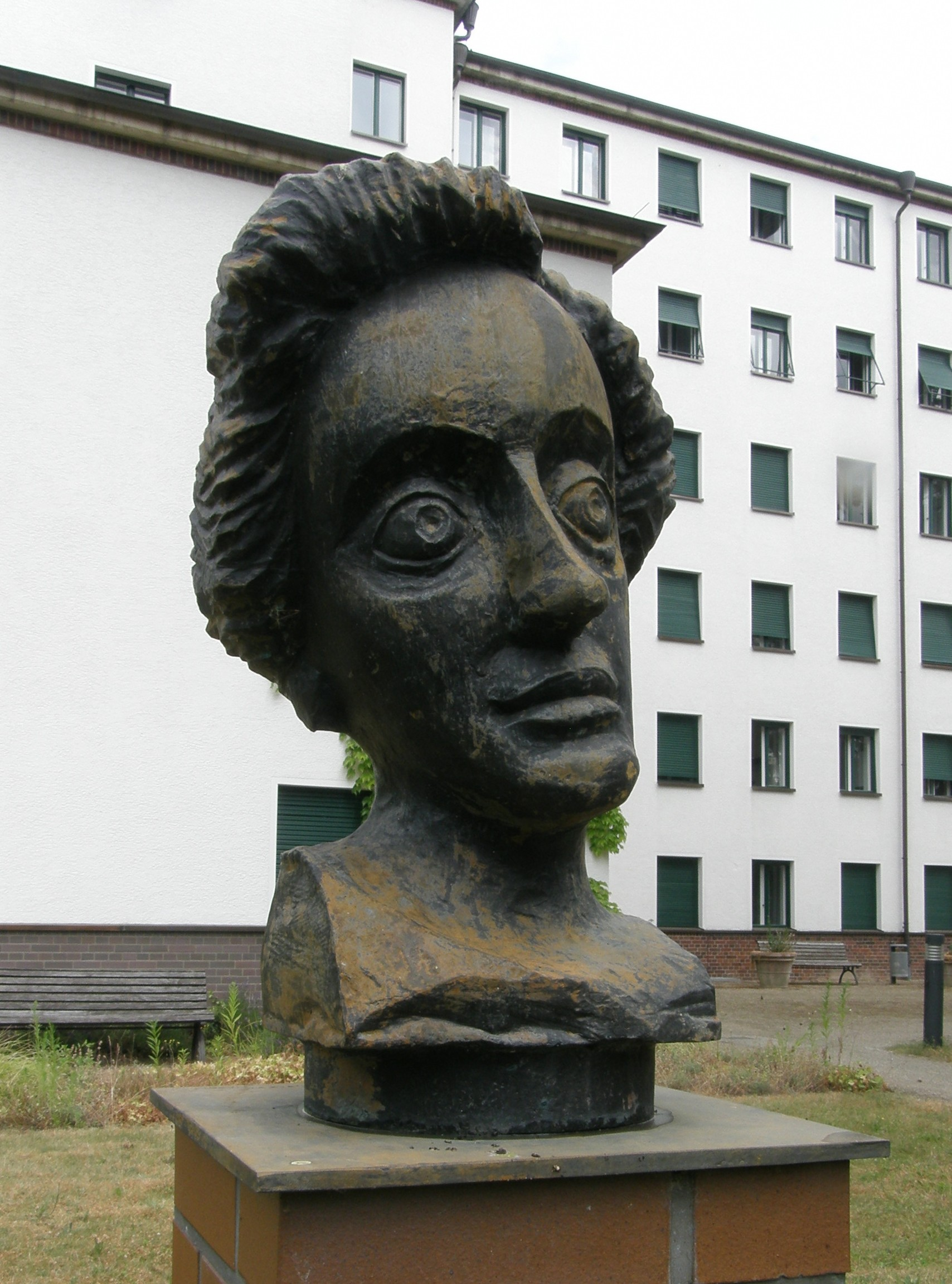
Bronzebüste Cécile Vogt auf dem biomedizinischen Campus Berlin-Buch, geschaffen von Hans Scheib (2002)

Cécile Vogt geborene Mugnier (* 27. März 1875 in Annecy; † 4. Mai 1962 in Cambridge) war eine französische Medizinerin und Hirnforscherin, die als Wegbereiterin für Frauen in der Wissenschaft gilt. Sie war mit dem deutschen Hirnforscher Oskar Vogt verheiratet und arbeitete mehr als sechzig Jahre mit ihm zusammen. Das Paar ist für seine gemeinsame Pionierarbeit in der lokalisatorischen Hirnforschung bekannt.

## Leben
Cécile Vogt kam als Augustine Marie Cécile Mugnier in Annecy, Frankreich zur Welt. Ihr Vater starb, als sie zwei Jahre alt war. Eine wohlhabende und christgläubige Tante kam für ihre Ausbildung in einer Klosterschule auf, doch Cécile rebellierte kurz nach ihrer Erstkommunion gegen das „System“. Enterbt kehrte sie zu ihrer Mutter zurück, setzte jedoch ihr Studium fort. Sie bereitete sich bei Privatlehrern auf ihre Abiturprüfungen vor und erwarb einen Bachelor in Naturwissenschaften. Mit achtzehn Jahren wurde sie 1893 als eine der wenigen Frauen an der Medizinischen Fakultät in Paris zugelassen.
In Paris lernte sie den deutschen Hirnforscher Oskar Vogt kennen, der um 1897 im Labor von Joseph Jules Dejerine und seiner Ehefrau, Augusta Marie Dejerine-Klumke, im Krankenhaus Salpêtrière arbeitete. Sie heirateten 1899 gegen den Willen von Oskar Vogts Mutter.
Die Erkenntnisse von Cécile Vogt und ihrem Mann zur Myelinogenese führten zu ihrer Dissertation über die Fasersysteme in der Großhirnrinde der Katze (Étude sur la myelination des hémisphères cérébraux) und zum Beginn ihrer hirnanatomischen Forschung. Im Jahr 1900 wurde sie in Paris zum Doktor der Medizin promoviert und studierte bei Pierre Marie am Bicêtre-Krankenhaus. Das Ehepaar Vogt arbeitete und forschte im Anschluss sechzig Jahre lang zusammen in Deutschland, meist mit Cécile als Hauptautorin.
Die Vogts hatten zwei Töchter, die Pharmakologin Marthe Vogt (1903–2003) und die Virologin Marguerite Vogt (1913–2007).
Cécile und Oskar Vogt setzten ihre gemeinsame Arbeit fort, bis Oskar Vogt 1959 starb. Nach dem Tod ihres Mannes zog Vogt nach Cambridge, England, zu ihrer älteren Tochter Marthe. Sie starb dort im Jahr 1962.

## Berufsweg
Ab 1902 arbeitete Vogt unbezahlt an dem von ihrem Ehemann gegründeten Neurobiologischen Laboratorium der Berliner Universität. Ihre ärztliche Approbation in Berlin erhielt Vogt jedoch erst 1920. Von 1931 bis 1936 war sie Abteilungsleiterin am aus dem Neurobiologischen Laboratorium hervorgegangenen, von ihr und ihrem Mann aufgebauten, Kaiser-Wilhelm-Institut für Hirnforschung. 1924 wurde Vogt zusammen mit ihrem Mann Mitherausgeberin der Zeitschrift für Psychologie und Neurologie. Unter ihrer gemeinsamen Leitung erschien die Zeitschrift nach 1954 als Journal für Hirnforschung, herausgegeben im Akademie-Verlag in Ost-Berlin.
1932 wurde sie Mitglied der Deutschen Akademie der Naturforscher Leopoldina. Nach 1933 gerieten die Vogts wegen ihrer russischen Kontakte und dem Festhalten an ihrer wissenschaftlichen Unabhängigkeit in Opposition zum NS-Regime. Oskar war gezwungen, sich aus dem Berliner Hirnforschungsinstitut zurückzuziehen. Die Vogts konnten ihre Arbeit jedoch in kleinerem Umfang in Neustadt im Schwarzwald fortsetzen, wo sie ein privates Institut für Hirnforschung und allgemeine Biologie aufbauten. Die Finanzierung des Instituts erfolgte aus dem Privatvermögen des Ehepaares Vogt sowie insbesondere über eine neu gegründete Deutsche Hirnforschungsgesellschaft durch Unterstützung der Familie Krupp, als deren Arzt Oskar Vogt fungierte.

## Forschungsschwerpunkte
Das Hauptinteresse von Vogt und ihrem Mann war die Identifizierung und Charakterisierung unterschiedlicher Regionen im Neocortex nach funktionellen und strukturellen Kriterien. Die Vogts versuchten, Regionen in der Großhirnrinde zu lokalisieren, die mit bestimmten Gehirnfunktionen korrelieren. Dies motivierte auch ihre experimentellen Arbeiten zur Elektrostimulation bei 150 Affen, durch die sie in Zusammenarbeit mit Korbinian Brodmann Bereiche des Kortex und des Thalamus kartierten.
Die Erkenntnisse aus der Dissertation Cécile Vogts führte dazu, dass das Ehepaar Vogt die Assoziationszentren-Doktrin des deutschen Neurologen Paul Flechsig in Frage stellte. Gemeinsam verfolgten sie fortgeschrittene neuropathologische Forschungen und veröffentlichten ihre Ergebnisse zur Zyto- und Myeloarchitektur des Zentralnervensystems und zur funktionellen Anatomie der Basalganglien.
Im Jahr 1909 veröffentlichte Vogt La myéloarchitecture du Thalamus du cercopithèque, in dem sie ihre Experimente zur Rückführung afferenter Fasern zur ventralen Kerngruppe des Thalamus beschreibt.
1911 entdeckte Vogt den sogenannten Status marmoratus des Corpus striatum wieder, der durch langsame, sich windende, zwecklose Bewegungen hauptsächlich der Hände und des Gesichts gekennzeichnet ist. Dieses Syndrom wurde bereits 1896 von Gabriel Anton beschrieben, seine Arbeit erregte jedoch wenig Aufmerksamkeit, während Vogts Bericht es an die Spitze der Forschung in der Pathologie der Basalganglien brachte. Vogt leitete weiterhin die Pionierarbeit zur Neuroanatomie des Thalamus und veröffentlichte zusammen mit Hermann Oppenheim ihre Erkenntnisse zur hereditären Lähmung und Doppelathetose, in denen sie das fleckige Aussehen des Striatums feststellte.
1922 definierten die Vogts durch ihre Forschungen an Insekten und der menschlichen Großhirnrinde das Konzept der Pathoklise. Im Januar 1923 reisten sie nach Moskau, um am Ersten Allrussischen Kongress für Psychoneurologie teilzunehmen. Dort hielten sie einen Vortrag zum Thema Pathoarchitectonics and Pathoclisis und berichteten über ihre 25-jährige Erfahrung in der Erforschung der Strukturen der Großhirnrinde.
Später in ihrer Karriere konzentrierten sich die Vogts auf die Genetik und experimentierten mit Insekten, die sie auf ihren Urlaubsreisen im Kaukasus, dem Balkan, Nordafrika und auf den Balearen gesammelt hatten. Ihre jüngere Tochter Marguerite verfolgte diese Forschung etwa zehn Jahre lang, bevor sie nach Kalifornien ging.
Ergebnisse der wissenschaftlichen Tätigkeit von Cécile und Oskar Vogt zur Gehirnanatomie sind noch heute im Cécile und Oskar Vogt-Institut für Hirnforschung an der Heinrich-Heine-Universität Düsseldorf erhalten. Dort lagern im Archiv auf 500 m² die von Cécile und Oskar Vogt angelegte Sammlung von Hirnschnitten. Seit 1964 wird die Sammlung betreut vom Cécile und Oskar Vogt-Institut für Hirnforschung am Universitätsklinikum der Heinrich-Heine-Universität Düsseldorf.

## Würdigungen und Ehrungen
Gemeinsam mit ihrem Ehemann gilt Cécile Vogt als einer der Begründer der modernen Hirnforschung. Trotz ihrer herausragenden Leistungen wurde sie oft als Gehilfin ihres Mannes gesehen und ihre eigene Karriere und Anerkennung blieb minimal. Erst in den Jahren 1919 bis 1937 hatte sie eine formelle, bezahlte Stelle als Wissenschaftlerin am Kaiser-Wilhelm-Institut für Hirnforschung inne. Ihre Position als Abteilungsleiterin entsprach der einer außerordentlichen Professorin. Die meiste Zeit ihres Lebens arbeitete sie jedoch ohne Vergütung und lebte vom Einkommen ihres Mannes. Cécile Vogt wurde zwischen 1922 und 1953 insgesamt 13-mal für einen Nobelpreis für Physiologie oder Medizin nominiert. Nach Angaben der Nobelstiftung war sie auch die erste Frau überhaupt, die für einen Medizinnobelpreis nominiert wurde – erhalten hat sie die Auszeichnung nicht.
Ihre höchste wissenschaftliche Anerkennung erhielt Vogt 1932 durch die Aufnahme zusammen mit ihrem Mann in die Deutsche Akademie der Naturforscher Leopoldina in Halle, die höchste wissenschaftliche Auszeichnung einer Institution in Deutschland, deren Mitglieder 169 Nobelpreisträger umfassen. 1950 erhielt sie zusammen mit Oskar den Nationalpreis Erster Klasse der DDR und wurde Mitglied der Deutschen Akademie der Wissenschaften zu Berlin. Außerdem erhielt Vogt die Ehrendoktorwürde der Universitäten Freiburg (1950) und Jena (1955) sowie der Humboldt-Universität zu Berlin (1960).
Das Ehepaar Vogt erlangte später durch den Roman Lenins Hirn von Tilman Spengler (1991) öffentliche Aufmerksamkeit, da Oscar Vogt den Ehrenauftrag erhielt, das Gehirn Lenins nach seinem Tod zu untersuchen. Das 1998 von Helga Satzinger veröffentlichte Buch Die Geschichte der genetisch orientierten Hirnforschung von Cécile und Oskar Vogt in der Zeit von 1895 bis ca. 1927 dokumentiert die Arbeit des Ehepaars Vogt.
Die Deutsche Bundespost gab 1989 eine Briefmarke der Dauermarken-Serie Frauen der deutschen Geschichte im Nennwert von 140 Pfennig mit dem Bildnis Cécile Vogts heraus.
Im Regensburger Stadtteil Burgweinting-Harting sowie in der Bonner Nordstadt sind Straßen nach ihr benannt.
In Würdigung ihrer Leistungen als Wissenschaftlerin und Forscherin wurde ihr anlässlich der Wissensstadt Berlin 2021 im Rahmen der Ausstellung „Berlin – Hauptstadt der Wissenschaftlerinnen“ eine Ausstellungstafel gewidmet.